# Селва (Гросето)
Селва (итал. Selva) је насеље у Италији у округу Гросето, региону Тоскана.
Према процени из 2011. у насељу је живело 100 становника. Насеље се налази на надморској висини од 786 м.